# Bremer Straßenbahn AG
Die Bremer Straßenbahn AG (BSAG) ist ein kommunales Verkehrsunternehmen mit Sitz in Bremen. Die Aktiengesellschaft betreibt einen Großteil des öffentlichen Personennahverkehrs in der Stadt, darunter die seit dem Ende des 19. Jahrhunderts bestehende Straßenbahn Bremen und den Stadtbusverkehr in der Hansestadt. Außerdem war das Unternehmen für den von 1949 bis 1961 verkehrenden Oberleitungsbus zuständig (1910/1911 gab es die nicht von der BSAG betriebene Parkbahn). Es ist außerdem ein öffentliches Eisenbahninfrastrukturunternehmen und betreibt in dieser Funktion das stadtbremische Industriestammgleis „Richard-Dunkel-Straße“. Die Stadtgemeinde Bremen besitzt über die stadteigene Bremer Verkehrsgesellschaft mbH mittelbar 100 % der Anteile an der Bremer Straßenbahn AG.

## Streckennetz
Das Stadtgebiet wird außer im Bereich Bremen-Nord in seiner an der Weser entlanggezogenen Gestalt sowie in einigen Siedlungsschwerpunkten nördlich und südlich der Innenstadt von Straßenbahnlinien erschlossen. Seit den späten 1990er Jahren werden Schritte zur Anbindung von weiter außerhalb des Stadtgebietes gelegenen Siedlungen und Vorstädten unternommen. Die Buslinien ergänzen die übrigen Gebiete und verbinden die Straßenbahnstrecken miteinander. Zentrale Knotenpunkte sind der Hauptbahnhof sowie Am Brill und die Domsheide.
Das Liniennetz der Bremer Straßenbahn AG umfasst 620 km, davon 505,4 km als Busnetz und 114,6 km als Bahnnetz. Sie beförderte 2018 rund 105,7 Mio. Fahrgäste, also durchschnittlich 290.000 täglich.
→ Die Linienübersichten sind unter Nahverkehr in Bremen zu finden.

→ Zum Streckennetz siehe auch bei Straßenbahn Bremen bei Streckennetz und Geschichte.

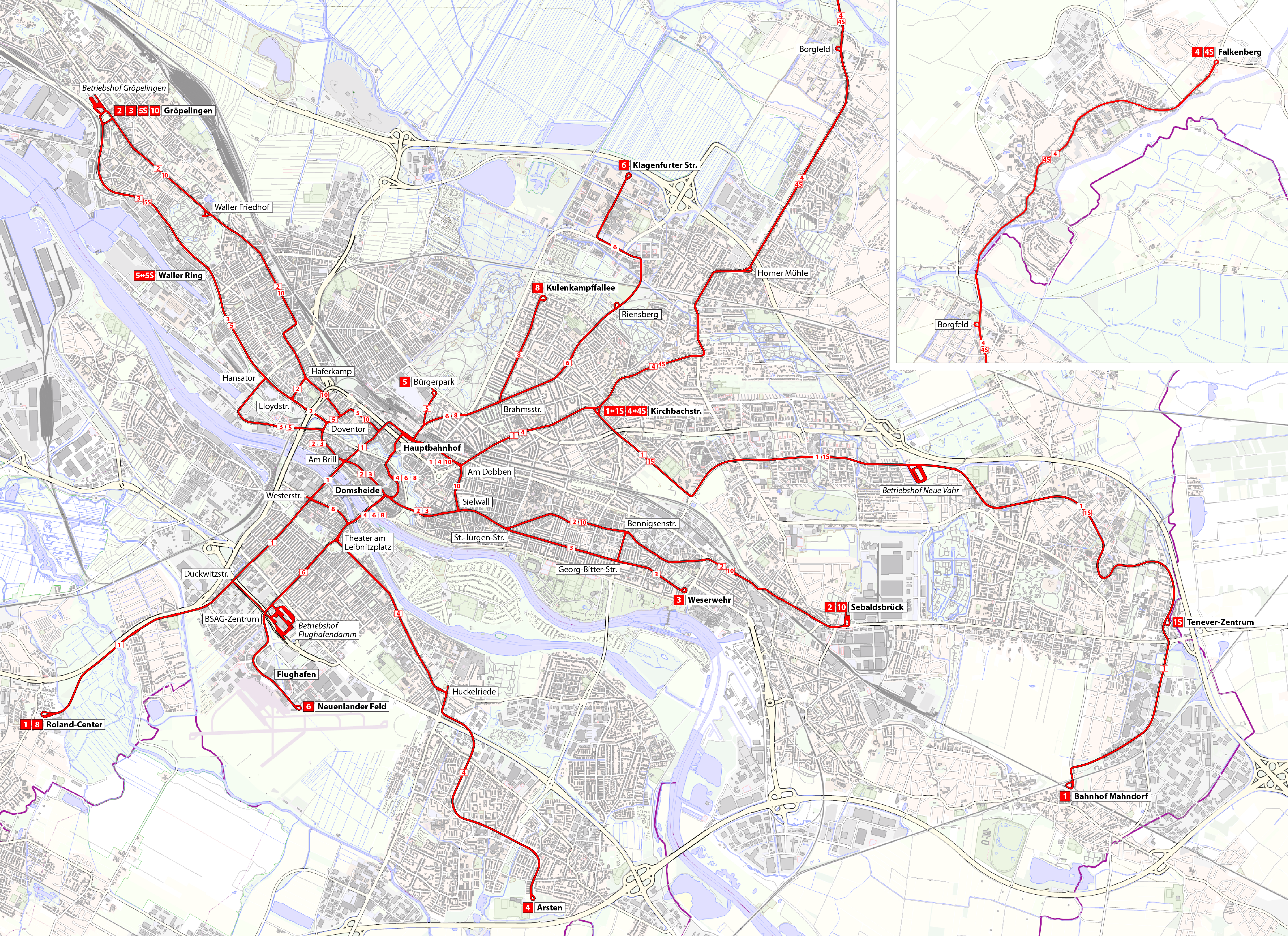
Linien- und Streckenplan der Straßenbahn (2014)
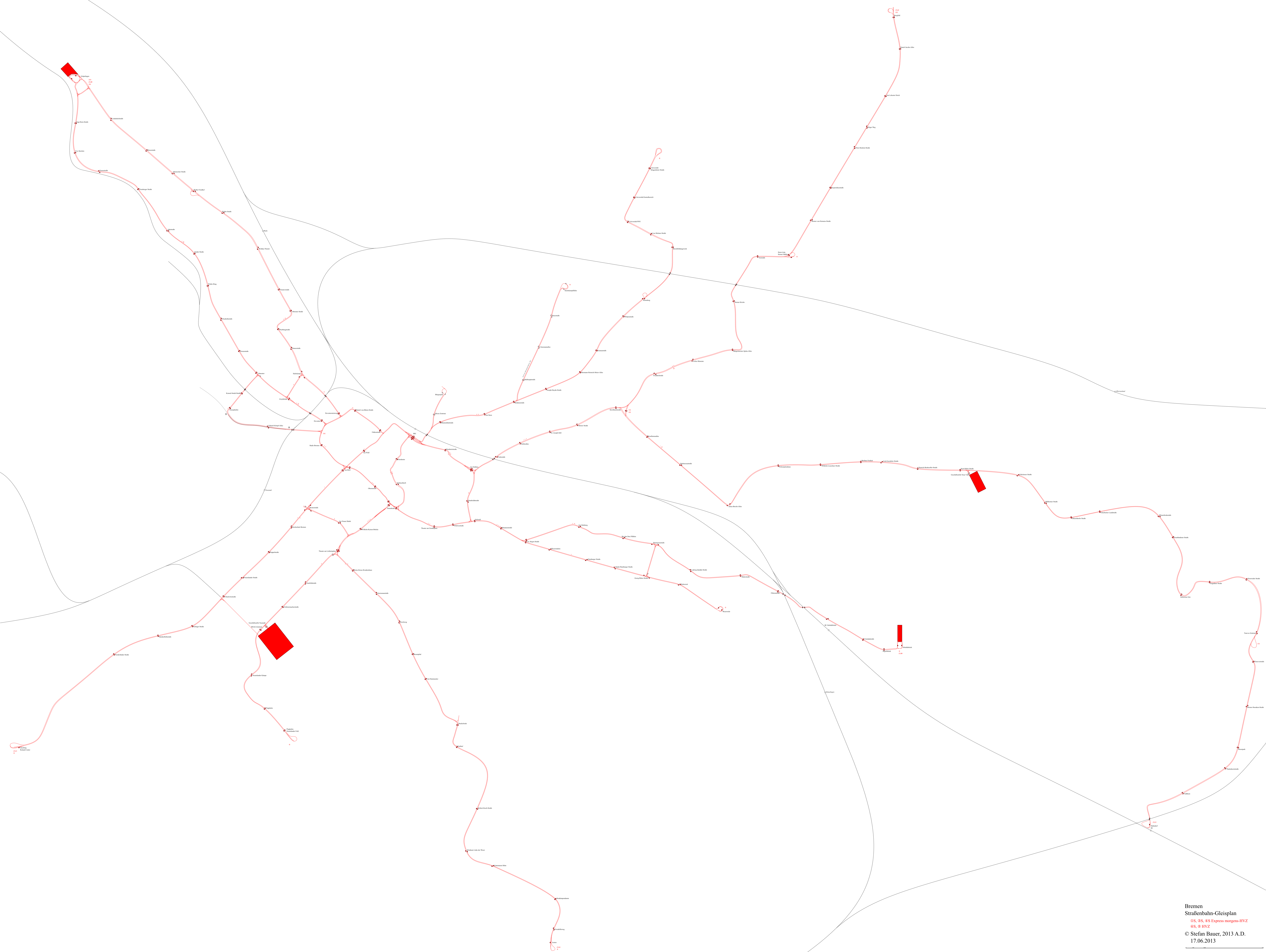
Annähernd maßstabsgetreuer Gleisplan 2013, zum Vergrößern anklicken

## Fahrzeugbestand
Im Sommer 2025 hatte die BSAG 198 Straßenbahnen-Fahrzeuge und 200 Busse im Bestand, dazu rund 1300 Fahrer. Die GT8N-1 mit 44 Tonnen Leergewicht haben 102 Sitzplätze und 137 Stehplätze. Die GT8N-2 mit 47 Tonnen Leergewicht haben 99 Sitzplätze und 149 Stehplätze. Daneben gibt es noch die Altfahrzeuge GT8N mit 84 Sitz- und 129 Stehplätzen. Die Züge und Busse fahren täglich durchschnittlich 70.000 km.

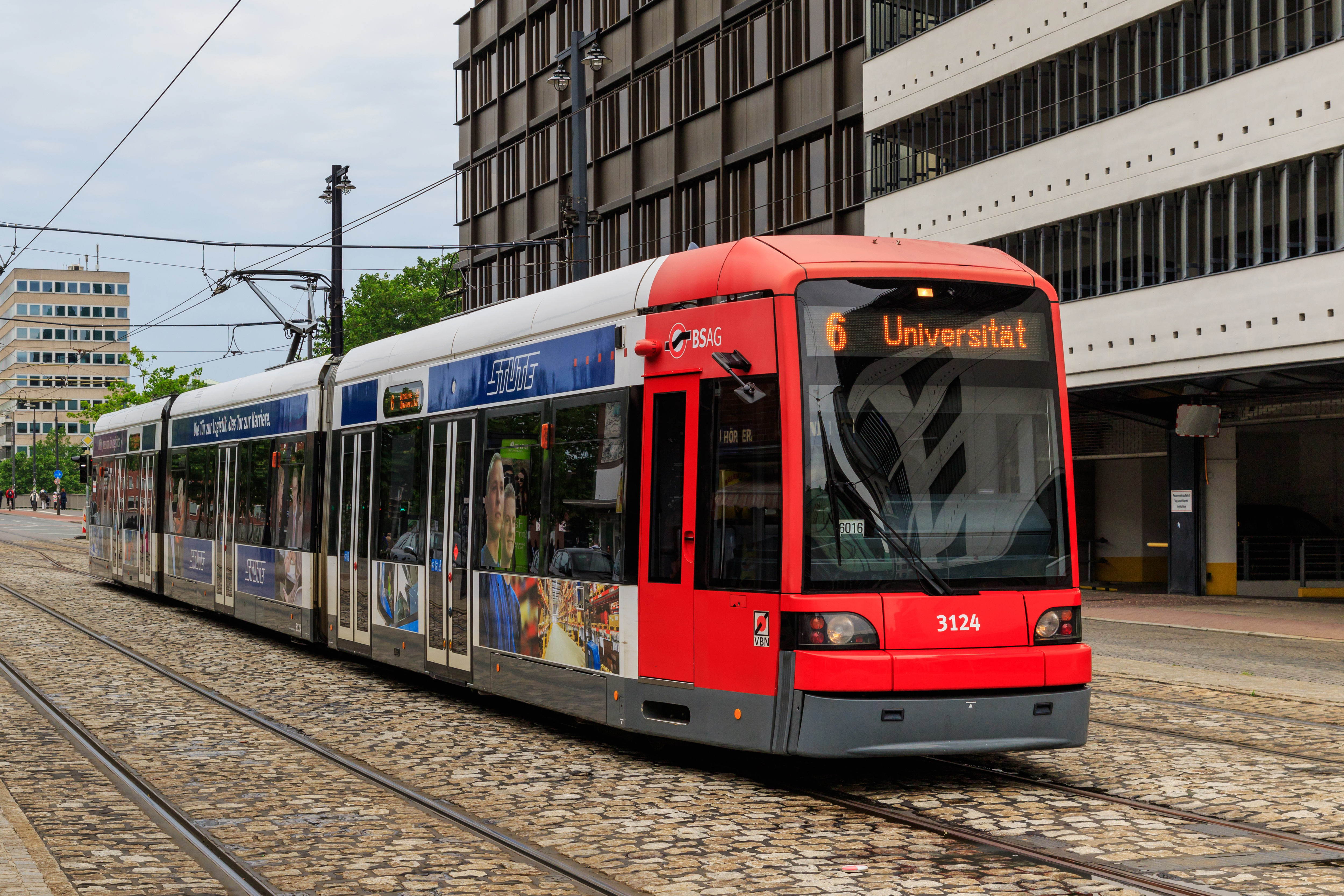
Straßenbahnwagen der BSAG
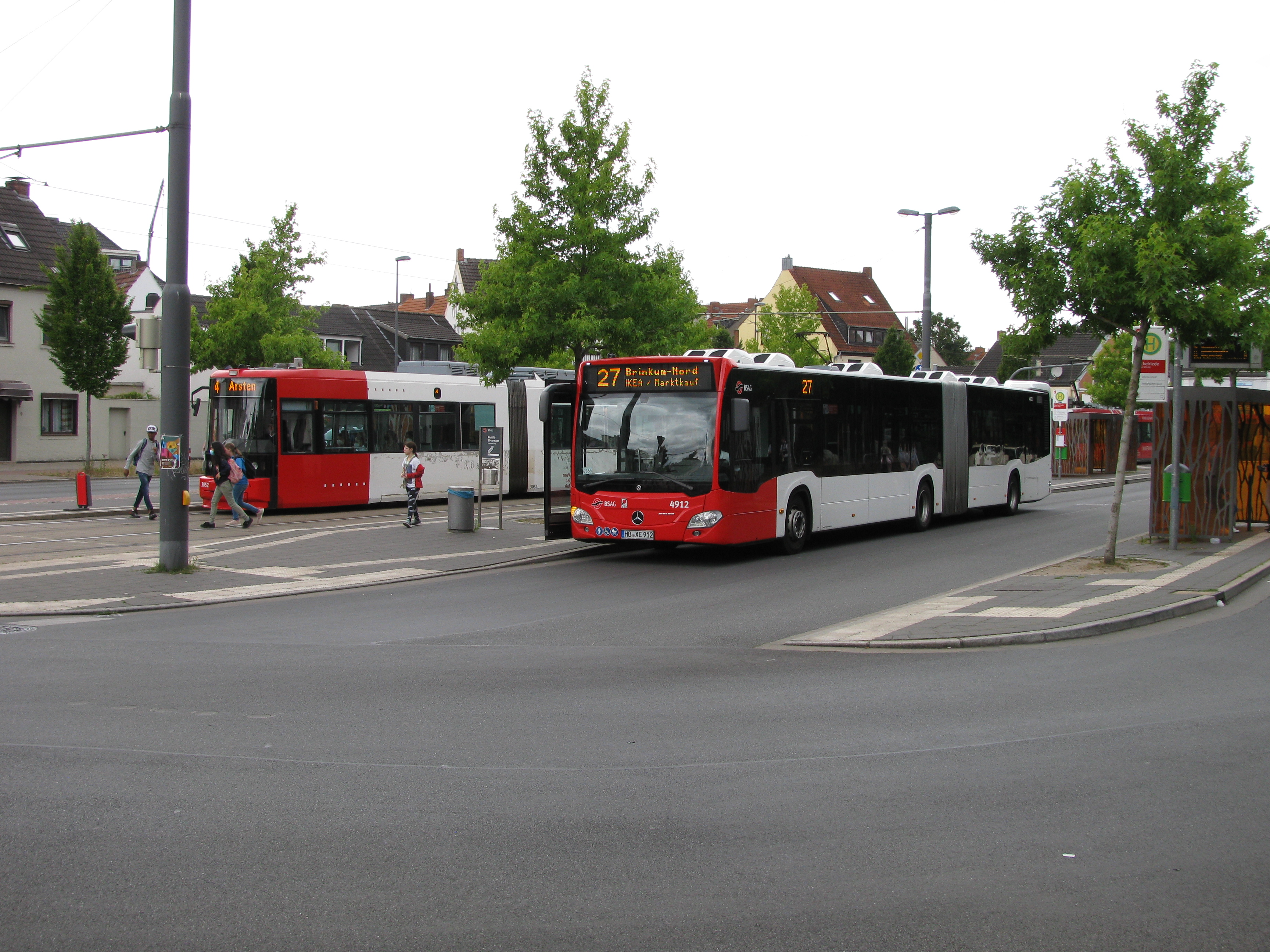
Gelenkbus der BSAG

## Gesellschafter und Beteiligungen
Die Aktien gehören zu 100 % der Bremer Verkehrsgesellschaft mbH, die wiederum vollständig der Stadtgemeinde Bremen gehört. Mit der Bremer Verkehrsgesellschaft besteht ein Beherrschungs- und Gewinnabführungsvertrag. Die Minderheitsaktionäre verloren gemäß Beschluss der Hauptversammlung vom 30. August 2017 ihre Teilhaberschaft (Squeeze-out).
Die Bremer Straßenbahn AG ist direkt oder mittelbar über ihr Tochterunternehmen Weserbahn GmbH an mehreren Verkehrsunternehmen im nordwestdeutschen Raum beteiligt. Dazu zählen der Delmenhorster Nahverkehrsbetrieb Delbus (51 %), das Regionalbus- und Eisenbahnunternehmen Verkehrsbetriebe Grafschaft Hoya VGH (25,1 %) sowie die Projektmanagementtochter Consult Team Bremen (100 %). Neben ihrem Engagement im Personenverkehr ist die BSAG auch an den Güterverkehrsbetrieben Bremen-Thedinghauser Eisenbahn und Jade-Weser-Bahn mit jeweils 10 % beteiligt.

## Wirtschaftliche Lage
Bei einem von 80 auf 104 Millionen Euro steigenden Umsatz in den Jahren 2009 bis 2016 erwirtschaftete die BSAG jeweils einen Verlust von rund 50 Millionen Euro. Zur Förderung des Öffentlichen Personennahverkehrs werden die Verluste von der Stadtgemeinde Bremen getragen. Für 43 Busse, die zum Dezember 2019 in Betrieb genommen wurden, sind insgesamt etwa 15 Millionen Euro ausgegeben worden.

## Geschichte

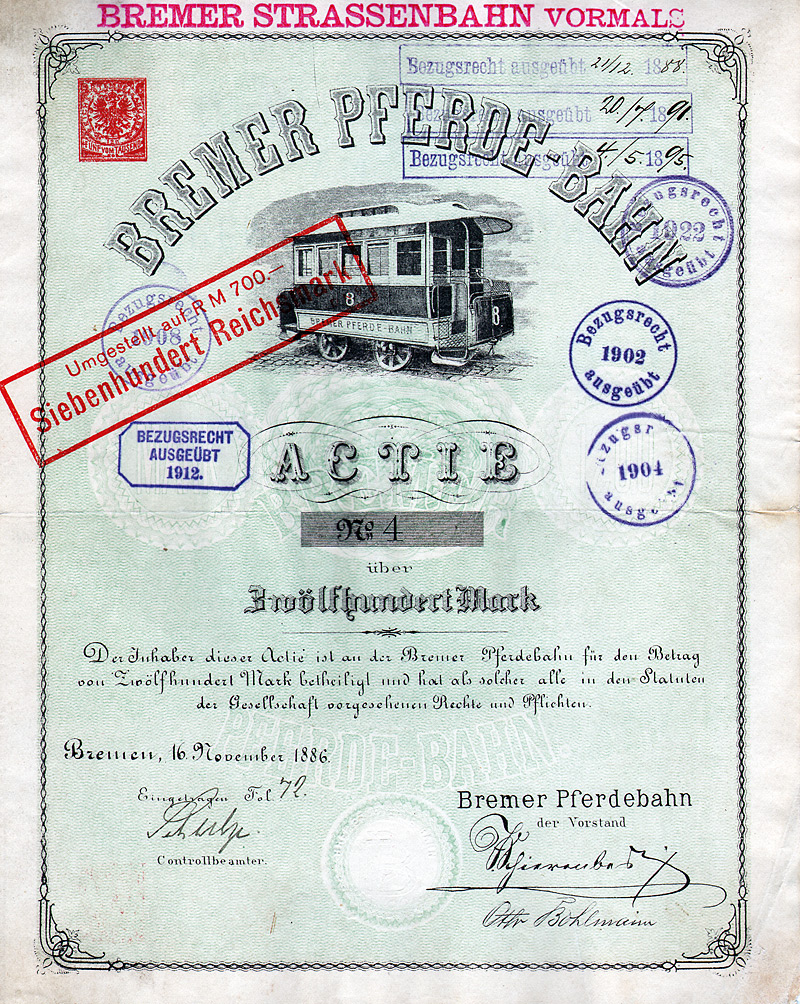
Aktie über 1200 Mark der Bremer Pferde-Bahn vom 16. November 1886

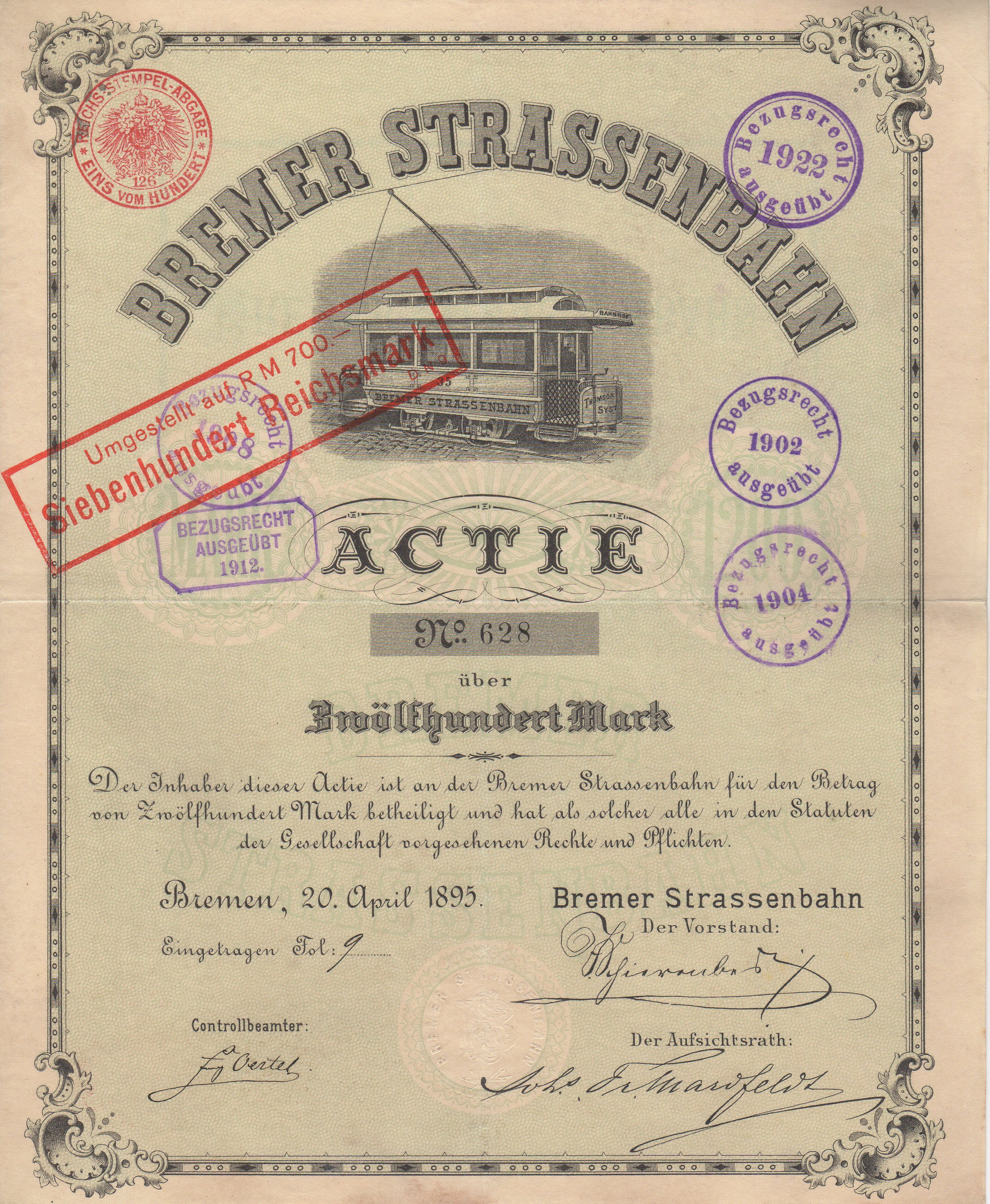
Aktie über 1200 Mark der Bremer Straßenbahn vom 20. April 1895

Der Bremer Bauingenieur Carl Westenfeld, der jahrelang in den Vereinigten Staaten lebte und Erfahrungen mit Pferdebahnen in Chicago hatte, beantragte am 12. April 1875 beim Senat die Konzession für eine Pferdebahn vom Bremer Herdenthor nach Oberneuland.
Am 28. März 1876 wurde von Julius Brabant und anderen die Actiengesellschaft Bremer Pferdebahn gegründet. Westenfeld übertrug die Konzession, die ihm am 7. April 1876 auf 20 Jahre erteilt wurde, auf die neue Gesellschaft, am 4. Juni 1876 ging die erste Strecke in Betrieb.
Das Konkurrenzunternehmen Große Bremer Pferdebahn nahm mit britischem Kapital am 3. November 1879 seine erste eigene Strecke von Hastedt nach Walle in Betrieb.
Beide Gesellschaften bauten in den folgenden Jahren ihre Netze aus und bereiteten die Elektrifizierung vor. In diesem Zusammenhang benannte sich die Bremer Pferdebahn 1891 in Bremer Straßenbahn um und nahm 1892 die erste reguläre elektrische Linie in Betrieb. Die Große Bremer Pferdebahn fuhr dagegen weiter mit Pferden und wurde 1899 von der Bremer Straßenbahn übernommen.
Für den Omnibusbetrieb gründete die Bremer Straßenbahn das Tochterunternehmen Bremer Vorortbahn Gesellschaft (BVG), das ab 1924 den Omnibusbetrieb auf den Außenlinien durchführte, zunächst nach Oberneuland und später nach Blumenthal.
Auch wegen der Einführung des Einmannbetriebes mit Selbstabfertigung mittels Entwertern Mitte der 1960er Jahre zur Einsparung der Schaffner wegen zunehmenden Kostendrucks und Personalmangel sollten die Fahrzeuge mit Funkgeräten ausgestattet werden. Im September 1964 wurde der Betriebsfunk mit einer ortsfesten Station im Verwaltungsgebäude der BSAG, zwei mit mobilen Stationen ausgerüsteten Omnibussen und einer Station in einem Betriebs-Pkw als Versuchsbetrieb gestartet. Im Juni 1968 waren 100 Straßenbahnwagen (26 Großraumwagen, 74 Gelenkwagen) und 189 Omnibusse (112 Gelenkbusse, 77 Solobusse) mit Funkgeräten ausgerüstet, die mit einer Frequenz für den Fahrdienst betrieben wurde („Otto“), eine weitere Frequenz („Emil“) hatten die Betriebsfahrzeuge für die Verkehrsaufsicht, ein VW-Kombi sowie drei Turmwagen und acht weitere Arbeitsfahrzeuge, außerdem gab es zehn Handfunkgeräte für beide Frequenzen. Der Betriebsfunk wurde in der Betriebsart offener Kanal geführt.
Seit Dezember 2018 werden bei den Fahrkartenautomaten Bezahlmethoden wie Google Pay, Apple Pay sowie die App Mobiles Bezahlen der Sparkassen schrittweise bis Mitte 2019 zugelassen. E-Tickets sind über die VBN-App FahrPlaner erhältlich.

## Zukunft
- Verlängerung der Linie 8 nach Leeste
- Straßenbahnverbindung in die Überseestadt
- Straßenbahnverbindung Malerstraße / Osterholz